# Hem (biochemia)

Hem B

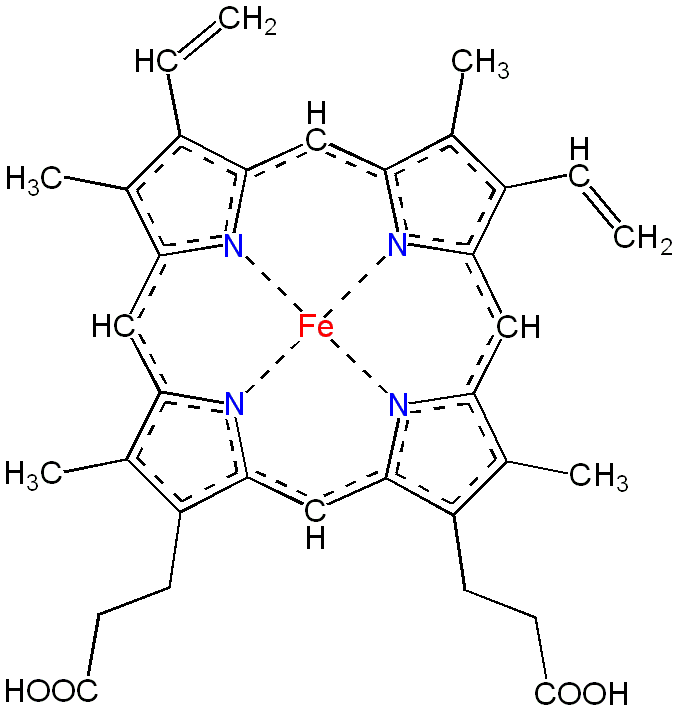
Delokalizacja wiązań w cząsteczce hemu B

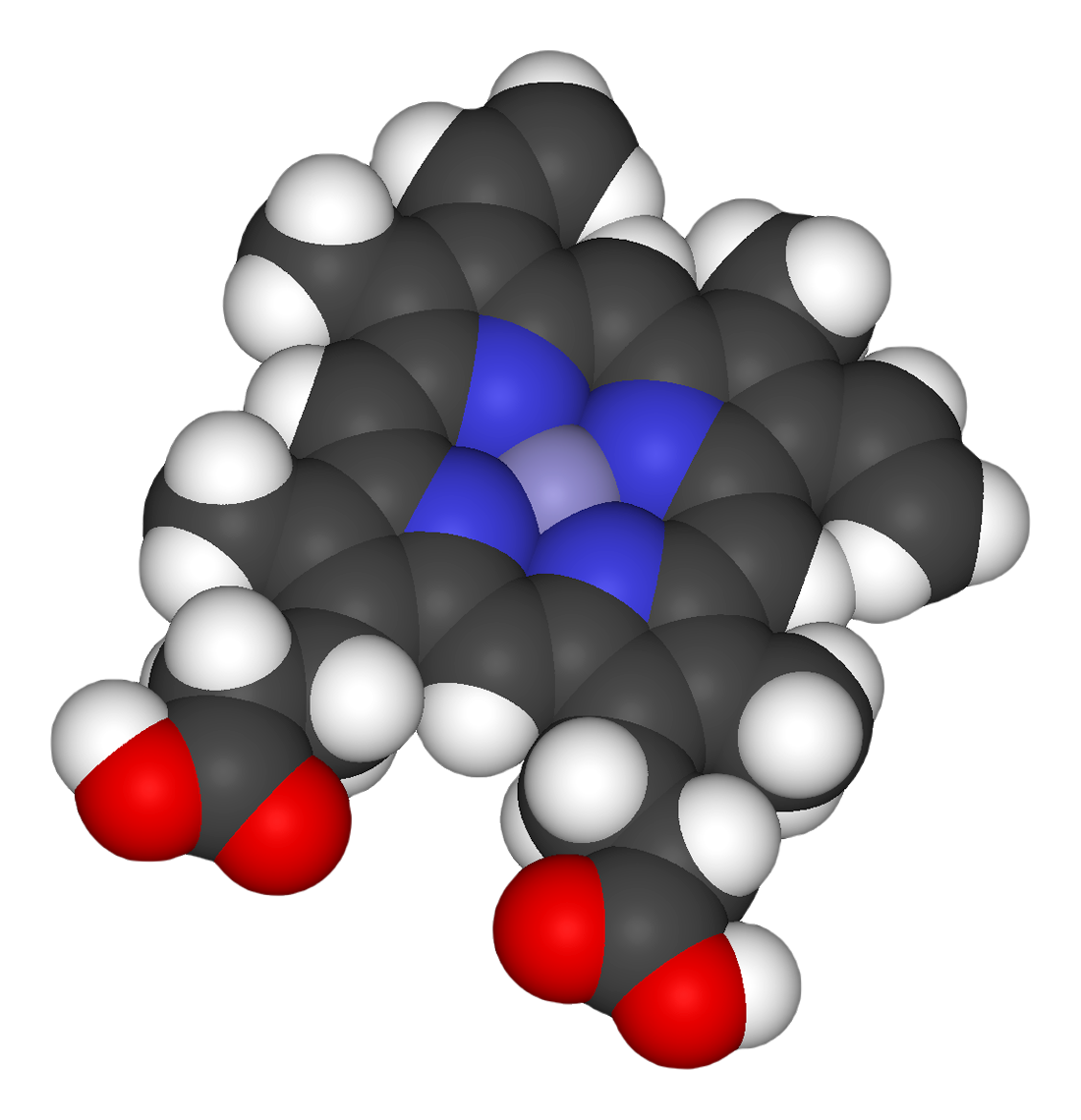
Hem B (model czaszowy)

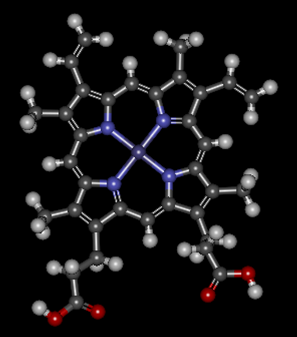
Hem B (model pręcikowo-kulkowy)

Hem, żelazoporfiryna – grupa prostetyczna wielu enzymów, występująca między innymi w hemoglobinie, mioglobinie oraz cytochromach.
Część organiczna hemu ma budowę analogiczną do porfiryny, która jest płaska. W cząsteczce hemu odpowiednia porfiryna ma związany kation żelaza (Fe2+ lub Fe3+) przez cztery wiązania N-Fe. Formalnie dwa z nich to wiązania kowalencyjne, a dwa koordynacyjne, choć w rzeczywistości są one równocenne. Kation żelaza w strukturze hemu może znajdować się zarówno w płaszczyźnie porfiryny, jak i wystawać ponad płaszczyznę. W cząsteczce hemoglobiny kation ten jest wysunięty ponad płaszczyznę o około 0,04 nm, czyli 0,4 Å natomiast po związaniu cząsteczki tlenu przesuwa się do płaszczyzny. W wyniku delokalizacji wiązań szkieletu porfirynowego cząsteczka hemu silnie absorbuje światło widzialne. Hem nadaje białku i krwi czerwony kolor. Zaburzenia w biosyntezie hemu u człowieka objawiają się nadmiernym wydalaniem porfiryn w moczu (porfiria). W organizmach żywych zidentyfikowano szereg hemów (m.in. hem A, B, C, D, L, M, O, S) różniących się podstawnikami pierścienia porfirynowego.

## Funkcje biologiczne
Prostetyczna grupa hemowa ma dwie zasadnicze funkcje:
- Wiązanie cząsteczek (ligandów)
Kation żelaza w hemie jest zdolny do wiązania dwóch ligandów (np. tlen O2, tlenek węgla CO, anion cyjankowy C≡N− itp.), poprzez wiązania koordynacyjne, które są skierowane prostopadle do płaszczyzny hemu. Wiązanie tlenu w sposób odwracalny przez hem hemoglobiny umożliwia transport tego pierwiastka z krwią do komórek. Podczas wiązania obojętnego ligandu do kationu Fe2+stopień utlenienia żelaza się nie zmienia. Wiązanie tlenku węgla (czadu) oraz cyjanków jest praktycznie nieodwracalne, co „blokuje” hem hemoglobiny, uniemożliwiając transport tlenu. Silne zatrucie tlenkiem węgla lub cyjankami jest z reguły śmiertelne.

- Wiązanie elektronów
Kation żelaza jest zdolny do zmiany stopnia utlenienia tj. do naprzemiennych procesów utleniania i redukcji. Proces ten jest wykorzystywany w cytochromach, których celem jest przenoszenie elektronów, na przykład w łańcuchu transportu elektronów.

Fe2+ → Fe3+ (utlenianie)
Fe3+ → Fe2+ (redukcja)

## Wiązanie z białkiem
Cząsteczka hemu może być połączona z białkiem zarówno w sposób kowalencyjny, jak i niekowalencyjny.
W hemoglobinie prostetyczna grupa hemowa związana jest niekowalencyjnie poprzez wiązanie koordynacyjne atomu azotu imidazolowego pierścienia histydyny proksymalnej F8 (ósmy aminokwas helisy F hemoglobiny).
W cytochromach prostetyczna grupa hemowa może być połączona kowalencyjnie, na przykład w cytochromie c między grupami tiolowymi (sulfohydrylowymi) reszt cysteiny a grupami winylowymi protoporfiryny.

## Biosynteza hemu

Schemat syntezy hemu: 1 – syntaza ALA, 2- dehydrataza ALA, 3 – syntaza uroporfirynogenowa (UPG I), 4 – kosyntaza uroporfirynogenowa III (UPG III), 5 – dekarboksylaza uroporfirynogenowa,
6 – oksydaza uroporfirynogenowa, 7 – oksydaza protoporfirynogenowa, 8 – ferrochelataza

## Katabolizm hemu
Część białkowa hemoglobiny rozpada się do wolnych aminokwasów. W komórkach układu siateczkowo-śródbłonkowego Fe2+ jest utleniane do Fe3+ i przechodzi do puli ogólnej żelaza w organizmie, a z pozostałej części porfirynowej hemu odszczepiony zostaje mostek α-metinowy w postaci CO i powstaje biliwerdyna (zielony barwnik). Po redukcji biliwerdyna daje czerwono-pomarańczową bilirubinę. Ta przenika do krwi, gdzie zostaje sprzęgnięta z albuminą w osoczu, tworząc nierozpuszczalną w wodzie bilirubinę pośrednią (wolną). W wątrobie kompleks ten rozpada się i bilirubina sprzęgana jest głównie z glukuronianem (75%), tworząc diglukuronid bilirubiny, w mniejszej ilości z siarczanem (15%) lub adenozynometioniną (10%) a pozostała część z glicyną lub tauryną – wszystkie te pochodne noszą nazwę bilirubiny bezpośredniej (związanej) i w zdrowej wątrobie stanowią 100% bilirubiny. Bilirubina związana wydalana jest z żółcią do jelita, gdzie pod wpływem enzymów bakteryjnych glukuronian jest odszczepiany a bilirubina redukowana do bezbarwnego urobilinogenu. Część urobilinogenu jest zwrotnie wchłaniana w jelicie krętym i jelicie grubym, z krwią wędruje do nerek i wydalana jest z moczem, przekształcając się na powietrzu w żółtą urobilinę. Większość urobilinogenu jest jednak utleniana przez bakterie jelitowe do brązowej sterkobiliny i wydalana z kałem.